# Молодіжна збірна Того з футболу
Молодіжна збірна Того з футболу — національна молодіжна футбольна збірна Того, що складається із гравців віком до 20 років. Вважається основним джерелом кадрів для підсилення складу основної збірної Того. Керівництво командою здійснює Федерація футболу Того.
Команда має право участі у Молодіжному чемпіонаті Африки, у випадку успішного виступу на якому може кваліфікуватися на молодіжний чемпіонат світу до 20 років. Також може брати участь у товариських і регіональних змаганнях.